# HD 146416
HD 146416，又名BD-20 4454，SAO 184285、HR 6066，是一颗恒星，视星等为6.61，位于銀經353.98，銀緯20.6，其B1900.0坐标为赤經16h 11m 5.1s，赤緯-21° 20.6′ 18″。